# Primmersdorf
Primmersdorf ist eine Ortschaft und eine Katastralgemeinde der Stadtgemeinde Raabs an der Thaya im Bezirk Waidhofen an der Thaya im niederösterreichischen Waldviertel mit 23 Einwohnern (Stand 1. Jänner 2024).

## Geografie
Der Ort liegt westlich von Drosendorf an der Thaya, über die hier auch eine Brücke besteht. Knapp oberhalb des Ortes mündet der aus Zabernreith kommende Schaflerbach in die Thaya. Am 1. April 2020 umfasste die Ortschaft 18 Adressen.

## Geschichte
Der Name Primeysdorf scheint erstmals 1251 im Zusammenhang mit einer Burg auf, die vermutlich im 13. Jahrhundert errichtet wurde. Deren Lage konnte aber noch nicht eindeutig geklärt werden, möglicherweise bezeichnet die „Brandstatt“ südlich des heutigen Schlosses die Lage der Burg. Dort aufgefundene Schlackereste lassen dort zudem einen Erzabbau vermuten.
Das Geschlecht der Primmersdorfer ist hier bis zum Ende des 15. Jahrhunderts ansässig und danach übernehmen die Dachsner die Burg, die jedoch 1576 als „öde Feste“ bezeichnet wird. Die 1667 erfolgte Anlage als Schloss kam 1696 an das Stift Herzogenburg, die hier ein Zehentamt einrichtete und Landwirtschaft betrieb, wofür 1706 auch ein Schüttkasten errichtet wurde.
Im Jahr 1822 wurde der Ort als Dorf mit acht Häusern genannt, das nach Eibenstein eingepfarrt war, wohin auch die Kinder eingeschult wurden. Die Herrschaft Primersdorf besaß die Ortsobrigkeit, besorgte die Konskription und hatte die Grundherrschaft inne. Die Landgerichtsbarkeit wurde von der Herrschaft Drosendorf ausgeübt. Im Adressbuch von Österreich waren im Jahr 1938 in Primmersdorf ein Schuster und der Gutsbesitz verzeichnet. Um 1850 konstituierten sich die Katastralgemeinden Primmersdorf, Trabersdorf und Zabernreith zur Gemeinde Zabernreith. Im Rahmen der Niederösterreichischen Kommunalstrukturverbesserung trat diese Gemeinde per 1. Jänner 1971 der Stadtgemeinde Raabs an der Thaya bei.

## Siedlungsentwicklung
Zum Jahreswechsel 1979/1980 befanden sich in der Katastralgemeinde Primmersdorf insgesamt 15 Bauflächen mit 10.892 m² und 12 Gärten auf 39.291 m², 1989/1990 gab es 14 Bauflächen. 1999/2000 war die Zahl der Bauflächen auf 28 angewachsen und 2009/2010 bestanden 27 Gebäude auf 51 Bauflächen.

## Bodennutzung
Die Katastralgemeinde ist landwirtschaftlich geprägt. 78 Hektar wurden zum Jahreswechsel 1979/1980 landwirtschaftlich genutzt und 186 Hektar waren forstwirtschaftlich geführte Waldflächen. 1999/2000 wurde auf 74 Hektar Landwirtschaft betrieben und 191 Hektar waren als forstwirtschaftlich genutzte Flächen ausgewiesen. Ende 2018 waren 70 Hektar als landwirtschaftliche Flächen genutzt und Forstwirtschaft wurde auf 186 Hektar betrieben. Die durchschnittliche Bodenklimazahl von Primmersdorf beträgt 33,5 (Stand 2010).

## Sehenswürdigkeiten
- Schloss Primmersdorf